# 鲤鱼墩贝丘遗址
21°01′00″N 109°43′37″E / 21.01667°N 109.72694°E
鲤鱼墩贝丘遗址，位于中国广东省湛江市遂溪县江洪镇东边角村，为第八批广东省文物保护单位，类型为古遗址，公布时间为2015年12月10日。
遗址面积共计1500平方米，含有贝壳、石器、陶器、饰物等物品。遗址内有一座墓葬，尚存少量骨骸，随葬品有贝饰物、石器、牛骨等。
鲤鱼墩贝丘遗址的考古学年代为新石器时代。在种族方面属于蒙古人种的范畴。